# Боря (гора)
Боря — гора в Республике Сербской. Находится на территориях общин Котор-Варош и Теслич. Её высота составляет 1 078 метров над уровнем моря. С юго-запада, юга и востока от горы течет Велика-Усора, а северо-запада, севера и северо-востока протекает Мала-Усора. С горы в них стекают ручьи и источники. Северо-западные склоны Бори соприкасаются с горой Узломац.
Боря богата лесом. Специально для их эксплуатации во времена Австро-Венгрии была проложена узкоколейка Усора—Прибинич протяженностью в 41 километр. В 1960-е она была заменена обычной дорогой. Лес с Бори перерабатывается в Тесличе.
- Дорога в лесу
- Лес на горе
- Плато Солила
- Памятник на горе
- Источник «Хајдучка вода»
- Отель «Хајдучка вода»
- Лесная дорога